# Ceggia
Ceggia (venetisch Seja) ist eine italienische Gemeinde (comune) mit 6203 Einwohnern (Stand 31. Dezember 2023) in der Metropolitanstadt Venedig, Region Venetien.

## Geographie
Die Gemeinde liegt in Luftlinie etwa 35 km nordnordöstlich von Venedig zwischen den Flüssen Livenza und Piave. Durch den Ort fließt der Kanal Piavon. Ceggia bedeckt eine Fläche von etwas mehr als 22 km². Zum Gemeindegebiet gehören auch die frei Fraktionen Gainiga, Pra di Levada und Rivazancana.

## Verkehr
Ceggia liegt an der Staatsstraße SS 14 „della Venezia Giulia“. Der Ort besitzt zudem einen Bahnhof an der Bahnstrecke Venedig–Triest. Die Anschlussstelle Cessalto der Autobahn A4 liegt nur wenige Kilometer des Ortskerns.